# Torre delle Bebbe
La Torre delle Bebbe (o Bebe) e il Lido di Fossone  sono due siti archeologici posti tra i vecchi confini dei territori di Venezia e Padova.
C'era, dalle origini della Serenissima e fino al 1380, anno della Guerra di Chioggia contro Genova, un presidio militare di confine (uno o più fortilizi), posto a sud della Laguna di Venezia.
I due siti sono attualmente localizzabili tra la zona di Brondolo al confine con il comune di Cavarzere, Cavanella d'Adige e Conche, località vicine a Chioggia. La Torre delle Bebbe era un castello strategico per Venezia perché grazie alla sua altezza che si suppone fosse di circa trenta metri, controllava le foci di un ramo del Brenta, il vecchio Medoacus Minor, che andava a sboccare nella Laguna di Venezia.

## Una storica lapide

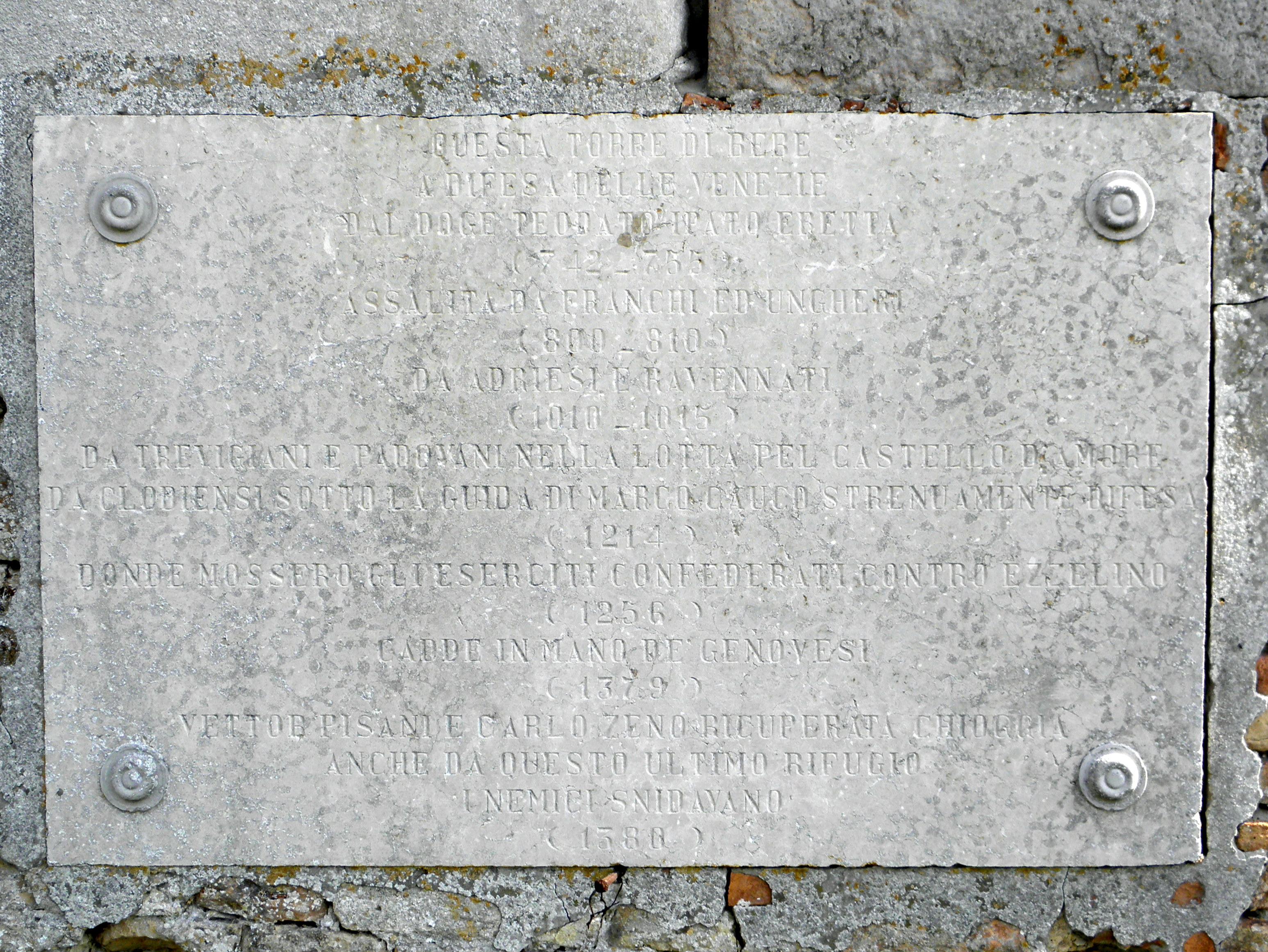
La lapide.

Una lapide di marmo, posta su di un rudere, illustra la sequenza storica:
a difesa delle Venezie

dal doge Teodato Ipato eretta

(742-755)

assalita da Franchi ed Ungheri

(800-810)

da Adriesi e Ravennati 

(1010-1015)

da Trevigiani e Padovani nella lotta pel castello d'Amore

da Clodiensi sotto la guida di Marco Cauco strenuamente difesa

(1214)

donde mossero gli eserciti confederati contro Ezzelino

(1256)

cadde in mano de' Genovesi

(1379)

Vettor Pisani e Carlo Zeno ricuperata Chioggia

Anche da questo ultimo rifugio

I nemici snidiavano
(1380)»

## Dalle origini alla contesa con Padova
La torre fu edificata per volere di Teodato (o Diodato), che era un  magister militum a Heraclia. Era stato eletto console per procedere al trasferimento della sede della nascente Repubblica di Venezia a Malamocco. I veneziani lo gratificarono con il titolo di Doge, accompagnato da Ipato (console) e dagli storici è ricordato come il doge Teodato Ipato.
Nel IX secolo, dopo il vuoto lasciato dal potere dei Longobardi, scesero schiere di soldati normanni in lotta con l'Impero d'Oriente e milizie ungheresi capitanate dal loro re Ladislao, che si affrontarono con i veneziani.
Successivamente arrivarono i soldati di Ravenna e di Adria mettendo in pericolo Chioggia e Venezia, ma nel 1075 il doge Domenico Selvo, dopo aver aiutato Alessio, imperatore d'Oriente, sconfisse il conte di Giovinazzo, il normanno Amico. Al Doge Selvo, per aver riconquistato la Torre, venne conferita una particolare dignità di protosevasto.
Per secoli la zona fu sempre presidiata dalle guarnigioni militari di Venezia e di Padova perché, oltre ad essere territorio di confine, c'erano le rispettive saline e perché presso la Torre passava la linea di transito della navigazione attraverso le foci di un ramo del Brenta, il vecchio Medoacus Minor,  che andava a sboccare in laguna.

## Gli Ezzelini
Nel 1199 i padovani avevano conquistato e distrutto il castello di Onara degli Ezzelini. Ezzelino il Monaco, dopo essere stato nominato podestà di Verona e Vicenza, decise, il 14 maggio 1214,  di umiliare i signori di Padova utilizzando il pretesto dei giochi indetti tra i nobili: il cosiddetto "castello d'Amore"].
Lo storico padovano Cappelletti riporta che, in quella occasione,  i signori di Treviso invitarono i nobili delle città venete di Belluno, Feltre, Venezia, Verona, Vicenza ai giochi indetti nel castello d'Amore , giochi che vedevano coinvolte e protagoniste le più belle donne della nobiltà. In quella occasione Ezzelino il Monaco e il suo figliastro Iacopo decisero di utilizzare i giochi per aprire le ostilità.
Il gioco di quel giorno si trasformò in offesa, perché i giovani di Padova avevano calpestato il vessillo di San Marco; di fronte a questa provocazione i veneziani reagirono con le armi. Si susseguirono una serie di reciproche accuse e provocazioni, con la conseguenza che il territorio di Venezia fu invaso e saccheggiato da parte dei Trevigiani e Padovani. La battaglia finale si combatté presso la Torre di Bebbe. I veneziani, guidati dal doge Pietro Ziani, riuscirono a batterli ed imposero la loro pace il 21 aprile 1216.
Nel 1256, dalla Torre delle Bebbe partirono i Confederati, come riporta la targa, ovvero i crociati (“crocesegnati”) del papa Alessandro V per liberare Padova da Ezzelino III da Romano, vicario di Federico II. Il Papa aveva ordinato al vescovo di Ravenna Filippo Fontanesi di convincere Venezia a partecipare alla Crociata; Venezia affidò il comando delle sue truppe a Marco Badoer.

## Guerra di Chioggia
Nel 1375 Francesco Carrara, signore di Padova, iniziò la guerra con Venezia. Contemporaneamente attorno al presidio clodiense c'erano: gli ungheresi che si erano accampati a nord dei territori dell'Abbazia di Sant'Ilario a Venezia, il rio dei Moranzani, i genovesi che avevano già occupato la città di Chioggia e i padovani che erano arrivati dal Bacchiglione. Anche questa battaglia, ricordata dalla targa, fu vinta nel 1380 dai veneziani, guidati da Vettor Pisani e Carlo Zen.
Dopo questa data la zona della Torre delle Bebbe perse il suo ruolo strategico.
Ora sono solo due riferimenti geografici storici, perché i Veneziani dal XVI secolo costruirono il corso artificiale del fiume per deviare il Brenta fuori della laguna.

### Ritrovamenti archeologici
Nei primi mesi del 2008 è stato ritrovato, in una località di Val del Rio, nella laguna di Chioggia, il cimitero della flotta genovese di Ambrogio Doria, sconfitto il 23 giugno 1380.